# Order Menelika II
Order Menelika II lub Order Lwa Judy – odznaczenie etiopskie ustanowione w 1924, nadawane do 1974 dostojnikom państwowym i wysokiej rangi wojskowym za zasługi dla kraju.

## Historia i zasady nadawania
Order został ustanowiony w 1924 – za panowania cesarzowej Etiopii Zauditu – przez regenta rasa Tafariego Makonnena (późniejszego cesarza Hailego Selassiego I) dla upamiętnienia cesarza Menelika II (ojca Zauditu). Był nadawany za zasługi cywilne lub wojskowe członkom rodzin królewskich, dostojnikom państwowym i wysokiej rangi wojskowym – zarówno Etiopczykom, jak i cudzoziemcom. Order zaprojektowała paryska firma medalierska – Arthus-Betrand.
Odznaczenie zostało zniesione w 1974 wskutek obalenia monarchii i zmiany ustroju państwa.

## Stopnie orderu
Order Menelika II zajmował piąte miejsce w precedencji odznaczeń Etiopii i dzielił się na pięć klas:
- Krzyż Wielki – do 35 odznaczonych
- Rycerz Komandor – do 45 odznaczonych
- Komandor – do 55 odznaczonych
- Oficer – bez limitu nadań
- Członek – bez limitu nadań

## Insygnia
Odznakę orderu stanowi pozłacany na krawędziach, emaliowany krzyż o wzorze pattée alisée. Ramiona krzyża są koloru czerwonego z zielonym obramowaniem. W centrum krzyża umieszczony jest okrągły medalion o emaliowanym na zielono polu. Na awersie medalionu znajduje się pozłacany profil Lwa Judy. Wizerunek ów jest otoczony emaliowanym na czerwono pierścieniem o pozłacanych krawędziach, na którym widnieje amharska inskrypcja z dewizą: „Lew plemienia Judy zwyciężył”. Na rewersie medalionu znajduje się amharski symbol imienia cesarza Menelika i rzymska cyfra „II”. Odznaka jest zawieszona na pozłacanej, etiopskiej koronie cesarskiej.
Wstążki orderu są koloru żółtego z umieszczonymi skrajnie paskami w narodowych barwach Etiopii. Wstążka stopnia oficerskiego odznaczenia jest uzupełniona rozetką.
| Baretki Orderu Menelika II | Baretki Orderu Menelika II | Baretki Orderu Menelika II | Baretki Orderu Menelika II | Baretki Orderu Menelika II |
| -------------------------- | -------------------------- | -------------------------- | -------------------------- | -------------------------- |
| Krzyż Wielki               | Rycerz Komandor            | Komandor                   | Oficer                     | Członek                    |